# A Streetcar Named Marge
A Streetcar Named Marge, titulado Un tranvía llamado Marge en España e Hispanoamérica, es el segundo episodio de la cuarta temporada de la serie animada Los Simpson. Fue estrenado originalmente en FOX el 1 de octubre de 1992. En este episodio, Marge obtiene el papel de Blanche DuBois en la versión musical de Un tranvía llamado Deseo, de Tennessee Williams. El episodio contiene una historia secundaria, en la cual Maggie trata de recuperar su chupete, que estaba bajo el poder de una estricta dueña de guardería.
Jeff Martin escribió el episodio, y Rich Moore fue el director. Jon Lovitz hizo su cuarta aparición como estrella invitada en Los Simpson, esta vez como el director de musicales Llewellyn Sinclair, y como la hermana de Sinclair, la dueña de la guardería. El episodio generó controversia por su canción sobre Nueva Orleans, la cual tiene una letra poco favorecedora para la ciudad. Un periódico de Nueva Orleans publicó la letra antes de que se emitiese el episodio, provocando una serie de quejas en la cadena local de FOX. Como respuesta, el presidente de FOX dio una disculpa pública hacia los que había ofendido. A pesar de la canción controvertida, el episodio fue bien recibido por la mayoría de los fanáticos, y el creador del programa, Matt Groening, declaró que es uno de sus episodios favoritos.

## Sinopsis
Todo comienza cuando, mientras Homer, Bart y Lisa están mirando la televisión, Marge les anuncia que va a presentarse en una audición para una producción musical de A Streetcar Named Desire (Un tranvía llamado Deseo), ya que quiere conocer más gente, manifestando que pasa todo el día en casa con Maggie. Sin embargo, Homer actúa con desinterés, y continúa mirando la televisión.
El musical, dirigido por Llewellyn Sinclair, empieza sus audiciones, y luego de que Ned Flanders es seleccionado para interpretar a Stanley Kowalski, Marge y otras mujeres se presentan para interpretar a Blanche DuBois. Cuando Marge se presenta el director la rechaza inmediatamente, explicándole que el personaje debe ser una "delicada flor pisoteada por un hombre burdo", y que Marge no presentaba esas características. Luego, triste por no haber sido seleccionada, llama a Homer, pero a este no parece importarle, y lo único que le dice es que le lleve la cena. Llewellyn, mientras tanto, observa a Marge, y, al ver la forma en que discute con Homer, dice que es la indicada para interpretar el papel gritándole a Homer por el teléfono "¡Deje en paz a mi Blanche!"
En el ensayo, a Marge se le dificulta realizar una escena en la que debe romper una botella e intentar atacar a Stanley en la cara, porque dice que no tiene razón alguna para atacarlo. Finalmente, el director se disgusta por la actitud de Marge. Más tarde, en su casa, Marge le pide a Homer que le ayude a repasar sus líneas, pero él está más interesado en su videojuego de bolos y no le hace caso. El día antes de la presentación, los actores deben repetir la escena de la botella. En un momento, Homer llega para llevarse a Marge a la casa, e interrumpe varias veces el ensayo, molestando a todo el elenco. Luego, vuelve a su auto y toca la bocina para que Marge saliese, e imaginando que Stanley es Homer, Marge finalmente rompe la botella y empieza a atacar a Ned.
Como historia secundaria, Maggie es llevada a la guardería de la hermana del director del musical (The Ayn Rand School for Tots en la versión original), ya que distraía a Marge en los ensayos. La señora Sinclair es muy estricta en la guardería e inmediatamente le confisca el chupete a Maggie. Esto hace que los bebés lleven a cabo un plan para obtener nuevamente sus chupetes, pero Maggie, quien llevaba a cabo el plan, es descubierta y puesta en un corral, con solo una pelota para divertirse, hasta que logra escaparse y, con ayuda de los otros bebés, evade la vigilancia de la señora Sinclair y les devuelve sus chupetes a todos. La aventura termina cuando Homer va a recoger a Maggie y encuentra a todos los bebés con la mirada perdida haciendo ruidos con sus chupones; Homer camina con cuidado entre los bebés, toma a Maggie y sale del lugar junto con Bart y Lisa.
Al día siguiente, Homer va con los niños a ver el musical. Inmediatamente se aburre, pero comienza a interesarse en la obra cuando Marge aparece sobre el escenario, y se entristece al ver la forma en que Stanley trata a Blanche. Al final de la obra, Marge recibe aplausos por parte del público, pero malinterpreta la tristeza de Homer por aburrimiento. Cuando lo enfrenta, Homer le explica que se había conmovido con la situación de Blanche. Marge se da cuenta de que Homer había prestado atención al musical, y los dos salen felices del teatro.

## Producción

### Guion y música

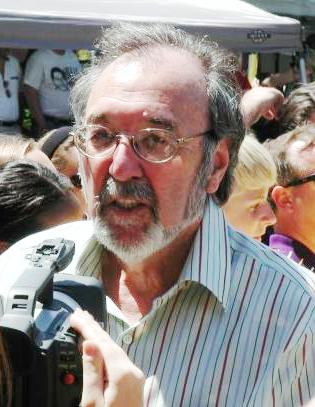
James L. Brooks, quien tuvo la idea de utilizar la historia de Un tranvía llamado Deseo.

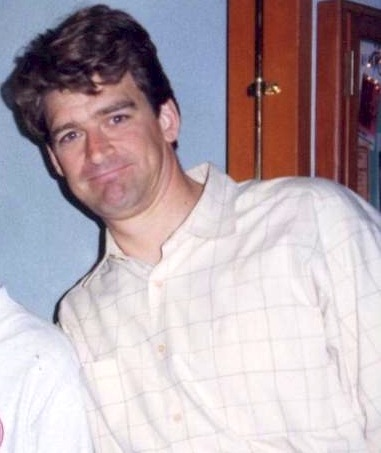
Jeff Martin en 1994.

"A Streetcar Named Marge" fue planeado dos años antes de que se emitiese en televisión. Jeff Martin tuvo una idea inicial de que Homer participase en una producción teatral de la obra 1976, pero luego el productor James L. Brooks sugirió que Marge podría interpretar a Blanche DuBois en Un Tranvía Llamado Deseo. Brooks notó que la relación de Marge con Homer era similar a la relación de Blanche con Stanley, y decidió usar este hecho para escribir un episodio que tratase de las emociones de ambos. El patrimonio de Tennessee Williams no le permitía a la serie utilizar el argumento de la obra, ya que estaba protegida con derechos de autor. Sin embargo, el abogado de FOX, Anatole Klebanow, dijo que las canciones originales basadas en la obra eran aceptables. Según el productor Mike Reiss, Klebanow incluso se comprometió a "llevar el caso a la Corte Suprema para que el episodio fuese emitido". Martin luego explicó que las canciones hacían más graciosa la trama, aunque también la hacía más complicada de escribir.
La historia secundaria de Maggie estaba planeada desde la idea inicial de Jeff Martin. La música en la secuencia es el tema de la película La Gran Evasión, y fue compuesta por Elmer Bernstein. El encargado de la música de Los Simpson, Alf Clausen, consiguió el derecho de usar la canción con su música original. La Gran Evasión había sido la película favorita de Martin cuando este era un niño, y declaró que había sido "muy emocionante y conmovedor" haber escuchado la música grabada en el estudio de la serie.

### Animación

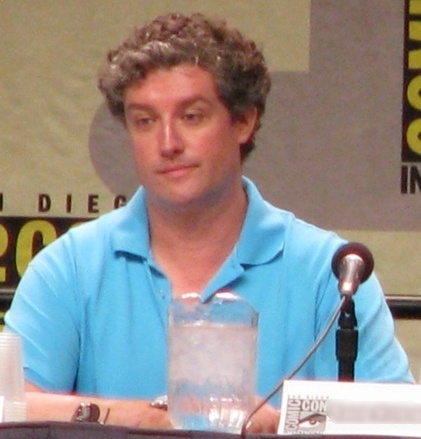
Al Jean, uno de los productores del episodio.

"A Streetcar Named Marge" representó un reto para los directores y animadores del programa. El episodio contiene muchas escenografías distintas, especialmente durante el tercer acto, el cual incluye el final de la historia de Maggie y la obra teatral. Varias escenas requirieron que los animadores dibujasen docenas de personajes secundarios. Rich Moore, el director principal, inicialmente temió que el episodio no estuviese listo a tiempo. David Silverman, el supervisor, también tenía dudas: según Jeff Martin, los dibujantes hicieron una caricatura de Silverman leyendo el guion con sus ojos salidos de las órbitas y su mandíbula abierta. El productor Al Jean dijo que Moore había "trabajado hasta morir" para producir las escenas más elaboradas.
Muchas escenas que habían aparecido originalmente en el episodio fueron reordenadas y mezcladas en la versión final. Gran parte de la historia de Maggie, por ejemplo, fue modificada antes de que se emitiera el episodio. Una escena en la cual los bebés encierran a la Sra. Sinclair en su oficina fue eliminada por falta de tiempo.

### Elenco
Todos los actores principales de Los Simpson proveyeron sus voces para el episodio, incluyendo a Maggie Roswell y Phil Hartman. Lona Williams, un asistente de producción, también tuvo un papel menor. El comediante Jon Lovitz, quien interpretó a Llewellyn Sinclair y a la Sra. Sinclair, tuvo en este episodio su cuarta participación en Los Simpson. Anteriormente, había grabado su voz en los episodios "The Way We Was", "Brush With Greatness", y "Homer Defined". Lovitz, más tarde, trabajó con Al Jean y Mike Reiss en la serie animada The Critic, y regresó a Los Simpson en los episodios "A Star is Burns", "Hurricane Neddy", "The Ziff Who Came to Dinner", "Half-Decent Proposal", y "Homerazzi". En 2006, Lovitz fue nombrado como la octava mejor estrella invitada de Los Simpson por IGN.

## Referencias culturales

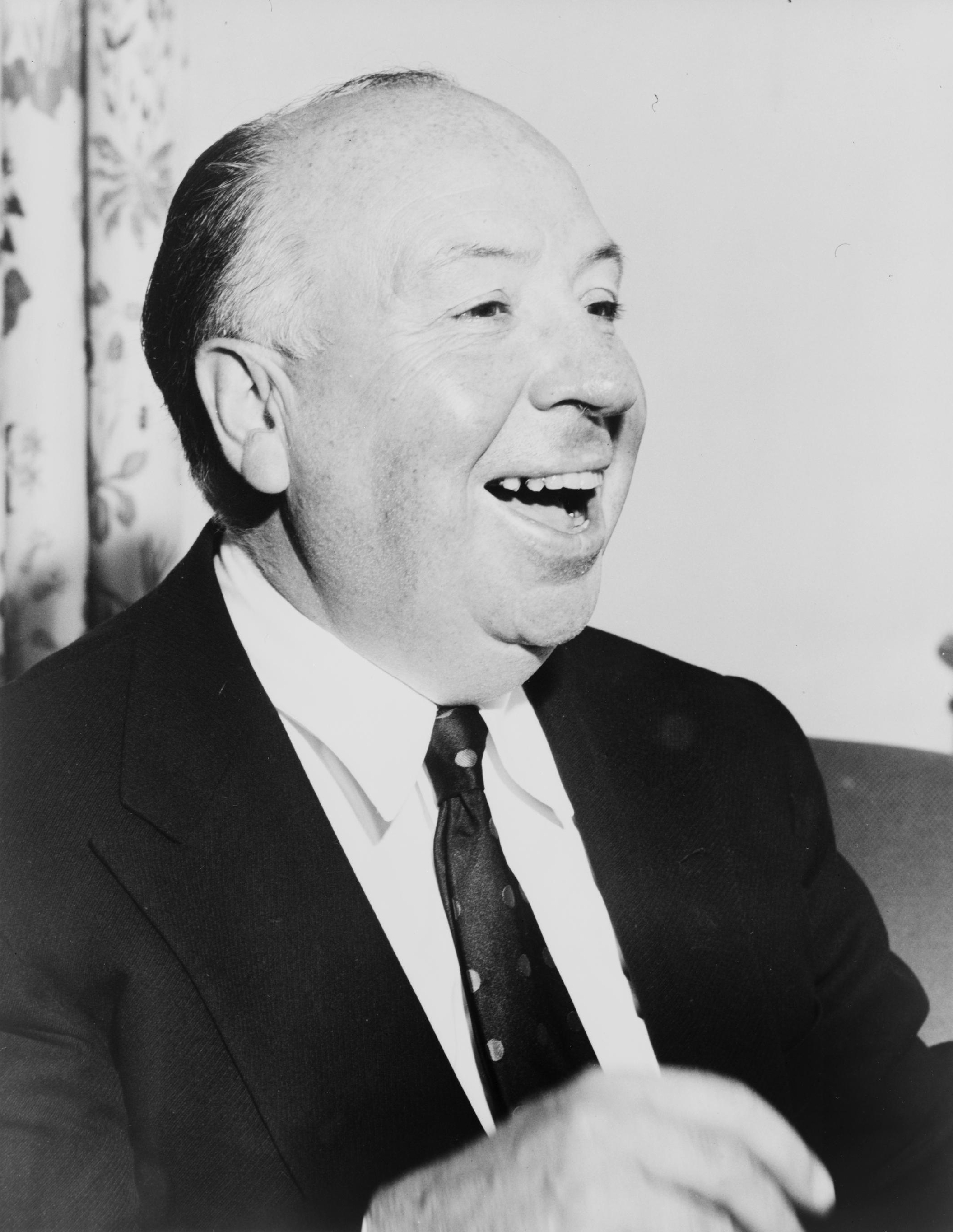
El episodio contiene referencias a Alfred Hitchcock.